# Rock n’ Roll Gypsies
Rock n’ Roll Gypsies – drugi album koncertowy heavymetalowego zespołu Saxon wydany roku przez wytwórnię Roadrunner Records.

## Lista utworów
1. „Power and the Glory” – 6:28
2. „And the Bands Played On” – 2:55
3. „Rock the Nations” – 4:31
4. „Dallas 1PM” – 6:37
5. „Broken Heroes” – 7:05
6. „Battle Cry” – 5:49
7. „Rock n' Roll Gypsy” – 5:18
8. „Northern Lady” – 5:07
9. „I Can't Wait Anymore” – 4:30
10. „This Town Rocks” – 4:14

## Twórcy
- Biff Byford – wokal, producent
- Graham Oliver – gitara
- Paul Quinn – gitara
- Nibbs Carter – gitara basowa
- Nigel Glockler – perkusja